# 曉爾科沃站
曉爾科沃站（羅馬化：Shchyolkovskaya）是莫斯科地鐵的一個車站，位於莫斯科東部。曉爾科沃站開通於1963年7月22日，是阿爾巴特－波克羅夫卡線的車站。车站附近有莫斯科巴士總站。